# تسوروكو هاراجوتشي
تسوروكو هاراجوتشي (18 حزيران، 1886– 26 أيلول، 1915). كانت عالمة نفس وأول امرأة يابانية تحصل على درجة الدكتوراه في الفلسفة.

## الحياة والمسيرة المهنية
ولدت هاراجوتشي باسم أراي تسورو لمزارع ثري في مدينة توميوكا اليابانية في عام 1886 وكانت الابنة الوسطى بين ثلاثة فتيات. التحقت هاراجوتشي بمدرسة تاراساكي الثانوية للفتيات وبرعت في دراستها وتخرّجت منها في عام 1902 لتسبق زملاءها في الصف والسن بسنتين كاملتين. التحقت بعدها بجامعة اليابان للنساء في مدينة طوكيو اليابانية في عام 1903 بهدف دراسة العلوم الإنسانية ضمن كلّية الأدب الإنجليزي. في ذلك الوقت، لم يكن يُسمح للنساء بالحصول على شهادات الدراسات العليا وما بعدها في الجامعات اليابانية، كما لم يكن هناك اعتراف رسمي بمؤسسات التعليم العالي للنساء حتّى عام 1947. ولذلك، تركت هاراجوتشي اليابان متّجهةً إلى الولايات المتّحدة الأمريكية بعد تخرّجها في عام 1906 بعد أن قام معلّمها عالم النفس ماتسوموتو ماتاتارو الحاصل على درجة الدكتوراه من جامعة ييل الأمريكية بتشجعيها على إكمال تعليمها.

## دراساتها في جامعة كولومبيا
التحقت هاراجوتشي بكلّية المعلّمين في جامعة كولومبيا في عام 1907 كي تكمل دراسة الدكتوراه في علم النفس. ركّزت على علم النفس التجريبي وعلم التربية وتأثير العمل العقلي على العمليات الفسيولوجية وكفاءة الوظائف العقلية، وقام كلّ من إدوارد ثورندايك وروبرت إس وودورث وجيمس مكين كاتيل بتدريسها.
أنهت هاراجوتشي أطروحتها بعد خمس سنوات بعنوان «التعب العقلي» في عام 1912 وتُرجمت بعدها إلى عدة لغات. اعتمدت في أطروحتها على تجارب أجرتها على نفسها حيث قامت بضرب أرقام مكوّنة من أربعة خانات وبترجمة جمل من كتابة جون ديوي. اعترف معلّمها ثورندايك بأهمية أبحاثها وأشار إلى دراستها في مجلة علم النفس التربوي، كما تكرر ذكر دراستها من قبل علماء آخرين أيضاً.
حصلت على شهادة الدكتوراه في 5 حزيران 1912 لتصبح بذلك أول امرأة يابانية تحصل على الدكتوراه في جميع الاختصاصات. قامت هاراجوتشي ببحث آخر إلا أنه لم ينل الشهرة كبحثها السابق، تحدّثت فيه عن استقلال النساء والدراسات الدولية والأشخاص المتزوجين.
أثناء دراستها في جامعة كولومبيا في مدينة نيويورك الأمريكية، التقت هاراجوتشي بالباحث تاكيجيرو هاراجوتشي الذي تزّوجته لاحقاً في ذات اليوم الذي حصلت فيه على شهادة الدكتوراه، في 5 حزيران 1912. بعد تخّرجها وزواجها غادرت أراضي الولايات المتّحدة الأمريكية مع زوجها إلى إنجلترا لقضاء شهر العسل ومن ثم عادت معه إلى اليابان بعد أن تسلّم منصباً للتدريس في جامعة واسيدا.

## حياتها لاحقاً في اليابان
بعد عودتها إلى اليابان، قضت هاراجوتشي معظم وقتها في المحاضرة والترجمة والكتابة، حيث وسّعت نطاق أطروحة الدكتوراه الخاصة بها وترجمتها إلى اللغة اليابانية، ثم نشرتها بعنوان «دراسات على العمل والتعب العقلي» عام 1914. ألقت محاضرات أحياناً في جامعة اليابان للنساء كما شاركت في إنشاء مختبر علم النفس التجريبي في الجامعة.
كما قامت هاراجوتشي بكتابة مذكّراتها تحت عنوان «ذكريات سعيدة» عام 1915، والتي قامت باستلهامها من تجاربها الدراسية في جامعة كولومبيا للدفاع عن تعليم المرأة وقيمتها.

## حياتها الشخصية
تزوّجت تسوروكو هاراجوتشي من البروفيسور في جامعة واسيدا تاكيجيرو هاراجوتشي في 5 حزيران 1912 ورزقا بابن وابنة.

## موتها وإرثها
توفيّت هاراجوتشي بسبب إصابتها بالسلّ في 26 أيلول، 1915 عن عمر يناهز 29 عاماً. كان آخر أعمالها هو ترجمتها اليابانية لكتاب «العبقرية الوراثية» للكاتب فرانسيس غالتون (نشر لأول مرة عام 1869) والتي لم تنشر إلا بعد وفاتها عام 1915. كما نُشر أيضاً عام 1915 سجلّاً لتجاربها في جامعة كولومبيا وملاحظاتها حول الاختلافات الثقافية بين اليابان والولايات المتّحدة الأمريكية، إضافة إلى نشر مذكّراتها «ذكريات سعيدة» في نفس العام. ألهمت هاراجوتشي العديد من النساء اليابانيات الأخريات مثل تومي وادا التي تشجّعت للحصول على شهادة التعليم العالي خارج اليابان فسافرت إلى الولايات المتحدة الأمريكية بعد وفاة هاراجوتشي لتصح ثاني عالمة نفس يابانية.

## أفلام وثائقية عن حياتها
أُنتج فيلمان وثائقيان عن حياتها وأعمالها: «حياة تسوروكو هاراجوتشي» عام 2007 و«عالمة النفس تسوروكو هاراجوتشي: ذكريات من أيّامها في جامعة كولومبيا في أوائل القرن العشرين» عام 2008 الذي كتبته إيتسوكو إيزومي لتقدّم نظرة ثاقبة عن حياة عالمة النفس من منظور ابنتها.
يعرض الفيلم الوثائقي المستقل غير الربحي «عالمة النفس تسوروكو هاراجوتشي: ذكريات من أيّامها في جامعة كولومبيا في أوائل القرن العشرين» حياة عالمة النفس في مدينة نيويورك كما وثّقتها بنفسها في كتباها «ذكريات سعيدة»، كما يعرض الفيلم مقاطع فيديو ومقابلات مع الأشخاص الذين كانوا قريبين منها. يستعرض الفيلم الإطار الزمني المحيط بحياة هاراجوتشي منذ ولادتها وحتّى رحيلها إلى نيويورك، حيث يروي قصّة طفولتها في مدينة توميوكا ودراستها الابتدائية والثانوية والجامعية في اليابان. يقوم الفيلم بعد ذلك باستلهام قصّتها في نيويورك من مذكّراتها أثناء دراستها في جامعة كولومبيا الأمريكية. كما يركّز الفيلم على السنوات الثلاث الأخيرة من حياتها في اليابان، حيث يروي قصّتها مع زوجها ودراستها لعلم النفس وولادتها ومرضها وأخيراً وفاتها.